# Válka s roboty
Válka s roboty (anglicky War with the Robots) je sbírka vědeckofantastických povídek a novelet z let 1956–1962 amerického spisovatele Harryho Harrisona vydaná nakladatelstvím Pyramid Books v roce 1962.
Česky knihu vydalo nakladatelství Laser v roce 1994 (ISBN 80-85601-78-8).

Jak název napovídá, společným tématem této sbírky doplněné předmluvou autora jsou roboti, kteří po člověku přejímají náročné a nebezpečné činnosti.

## Seznam povídek
- Simulovaný trénink (anglicky Simulated Trainer, 1958) – česky vyšla i pod názvem Trenažér ve sbírce Galaktické sny (1997).
- Hedvábná rukavička (anglicky The Velvet Glove, 1956)
- Ruka zákona (anglicky Arm of the Law, 1958) – česky vyšla i pod názvem Rameno zákona v časopise Ikarie 1993/10 a ve sbírce The Best of Harry Harrison: Zpátky na Zemi (1996).
- Robot, který chtěl znát všechno (anglicky The Robot Who Wanted to Know, 1958) – česky vyšla i pod názvem Robot, který chtěl vědět ve sbírce Galaktické sny (1997).
- Vidím tě (anglicky I See You, 1959) – česky vyšla i v časopise Ikarie 1994/08.
- Opravář (anglicky The Repairman, 1958) – česky vyšla i ve sbírce Ocelové vize (1998).
- Přežívající planeta (anglicky Survival Planet, 1961) – česky vyšla i pod názvem Planeta, která přežila ve sbírce Ocelové vize (1998).
- Válka s roboty (anglicky War with the Robots, 1962)

## Děj
Simulovaný trénink
Pod velením plukovníka Steghama probíhají přípravy na expedici na Mars. Raketa má být v dohledné době hotova, ale problémy jsou s výcvikem posádek. V trenažéru selhává jedna po druhé. Psychologové mají vysvětlení: je to způsobeno tím, že astronauté vědí, že se jedná pouze o trénink a nikoli skutečnou misi a tak se nemusejí tolik obávat o své bezpečí. 

Stegham sestaví dvojici nejúspěšnějších – Tonyho Bannermana a Hala Mendozu. Po 18 dnech práce v tvrdých podmínkách začne mít Hal, trpící nespavostí, psychické potíže. Ty se ještě zhorší po nečekaném zjištění, že se již nenacházejí v trenažéru, ale byli tajně vysláni na planetu Mars. Tony je nucen jej zpacifikovat a sebe uvést do stavu hibernace pro návrat na Zemi. Mise skončila úspěchem, další expedice již budou vzlétat s psychickou vzpruhou, že i takový náročný úkol lze zrealizovat.
Ruka zákona
Firma United Robotics pošle ze Země do marťanského města Nineport experimentálního policejního robota, aby pomohl místním mužům zákona v jejich práci: šerifovi Alonzu Craigovi a jeho zástupci. Na stanici ještě slouží pochůzkáři Fats (o kterém se ví, že vykonává službu často opilý) a mladý přihlouplý Billy. Policisté robota pojmenují Ned. Po týdnu rutinných činností přijde akce v Geenbergově skladě likérů, kde Ned zatkne dva zlodějíčky. Vznikne přitom škoda. Mafián zvaný Číňan Joe, který má pod palcem celý Nineport, pošle své poskoky, aby policajtům ujasnil jejich pravomoce. Ned okamžitě jednoho z nich zatkne, zatímco druhý uteče a informuje svého šéfa. Ten se záhy dostaví osobně – s početnější suitou. Při přestřelce je většina gangsterů zpacifikována, ale šerif je během ní zastřelen a Číňanu Joeovi se podaří uprchnout. Jeho zástupce přebírá funkci šerifa a vydává se s Nedem do ulic najít hlavního padoucha. Číňan Joe není ve skutečnosti Asiat, jen podstoupil plastické operace, aby skryl svou pravou identitu. Joe je dopaden ve svém automobilu, přičemž největší podíl na jeho zadržení má opět Ned. Mafie ve městě končí. Nový šerif uvažuje o změně, jeho místo by pak zaujal robot.
Hedvábná rukavička
Roboti mají v budoucnosti postavení otroků. Spousta lidí je nenávidí. Mohou získat svobodu, ale zbývají pro ně podřadné, těžké a mizerně placené práce. Robot Jon Venex přicestuje do New Yorku, aby se zde porozhlédl po nějakém zaměstnání. Dostaví se na inzerát a nechá se najmout firmou Chainjet. Z práce zadávané jistým Colemanem se vyklube ilegální činnost, pašování heroinu. Ale Jon už nemůže vycouvat, pašeráci ho mají v hrsti. Podaří se mu kontaktovat Federální úřad pro vyšetřování, který provede zásah právě včas. Jonovi je nabídnuta služba u FBI, kterou přijme.
Robot, který chtěl znát všechno
Filer 13B-445-K je mimořádně inteligentní robot vybavený abstraktním myšlením. Série Filer byla vyvinuta pro katalogizaci informací v největších světových knihovnách. Filer 13B-445-K je fascinován láskou a vztahy se ženami. Má nastudovány všechny milostné romány historie. V přestrojení za člověka se vydá na maškarní ples a vyzná se z lásky mladé dámě. Ta po zjištění, že je pouhý robot, jej s urážkami odmítne. To u Filera vyvolá vnitřní reakci, celý zmatený odchází. Jeho centrální mazací pumpa praskne a robot je mrtev. Mechanici ohledávající jeho tělo žertují, že mu prasklo srdce.
Vidím tě
Carl Tritt je odsouzen za pokus o krádež financí na 20 let. Společnost, ve které žije, je svázaná zákony a pravidly všemohoucího stroje a jejich dodržování je přísně kontrolováno mj. roboty. Při výkonu trestu zachrání život řidiči cisterny a trest je mu o 3 roky snížen. Při konzultaci s právním poradcem Prisbim jej napadne. Popadne jej amok a během útěku ničí vše, co mu přijde pod ruku. Všudypřítomné reproduktory oznamují rostoucí sazbu, která se vyšplhá až na 212 let. Soudce – také robot, jej odsoudí k trestu Smrti osobnosti. Carl zničí i jeho a ukryje se do centra kontroly stroje, kde zmizí z dohledu kontrolních mechanismů. Zase se cítí svobododný. V útrobách stroje ale není sám, toto bezpečné místo již objevil někdo před ním a nechce se o něj dělit...
Opravář
Opravář kosmických radiomajáků je vyslán na opravu jednoho takového velmi archaického na planetě hvězdy Proxima Centauri. Na místě zjistí z oběžné dráhy, že se zde vyvinula primitivní civilizace ještěrek, která radiomaják, nyní obestavěný kamennou pyramidou, uctívá jako chrám ve svém náboženství. Opravář se maskuje jako ještěrka a díky pokročilým technologiím se vydává na planetu předstíraje, že je vyslanec jejich předků a přichází s dobrými úmysly. Musí použít diplomacii, aby byl vpuštěn do nitra svatyně a radiomaják opravil...
Přežívající planeta
Tříčlenná posádka kosmické lodi ve složení Lian Stane – velitel, Arnild – střelec a Dall Mladší – pilot následuje robotické torpédo a letí k záhadné planetě, o které není nic v záznamech. Ví se pouze, že ji nějak využívala tisíciletá říše zvaná Velké otrokářství. Jak později astronauté zjistí, říše využívala svět s primitivní kulturou jako zásobárnu lidských zdrojů pro své válčení. Jednou za čas přiletěla vesmírná plavidla a jejich posádky ukradly obyvatelům děti. Místní se ale časem naučili bránit, vykopali podzemní komplexy tunelů, odkud je nebylo možné dostat. Kdo se o to pokusil, zaplatil životem a ani technika neuspěla. Dall mladší se rozhodne sejít do tunelů a oznámit obyvatelům, že éra Velkého otrokářství je u konce a že jsou svobodní, ale je také zabit. Po generace předávaná zkušenost místních velí: kdokoli sestoupí z nebe, je nepřítel, démon, který chce unést naše děti...
Válka s roboty
Mladý generál Pere je se svým týmem vyslán na vzdálenou podzemní základnu, která je v nouzi. Po příjezdu zjistí, že na základně abnormálně stoupla teplota a místo se tak stalo pro lidskou posádku prakticky neobyvatelné. Posily jsou nuceny základnu opustit, zůstávají zde pouze obsluhující roboti, kterým horko nevadí. Jeden z nich převezme řízení. Zjistí se, že vzrůstající teplota je výsledkem činnosti nepřátelských robotů. Generál Pere se se svou již neúplnou skupinou dostane na povrch Země, kde je čeká setkání s nepřítelem vedeným generálem Borukem. Boruk překvapivě nehodlá Pera a jeho muže zajmout, ale nabízí mír. Mírové poselství nebylo možné doručit, neboť válčení již de facto převzali roboti a boje vedou mnohem komplikovanějším způsobem.